# 帯正子
帯 正子（おび まさこ、1924年1月10日 - 2004年8月31日）は、日本の作家。
東京都生まれ。本姓・帯刀。青山学院女子専門学校（現・青山学院女子短期大学）卒。1965年『背広を買う』で女流新人賞受賞。娘の帯淳子は一時期テレビタレントをしていた。

## 著書
- 『太陽にとぶ少女たち』偕成社（少女小説シリーズ）1970
- 『離婚』講談社 1971
- 『聖魔女伝』学芸書林 1977
- 『二つの灰皿』学芸書林, 1977
- 『美に魅せられて 美しい物・美しい人々 Visual essay』婦人生活社 1983
- 『標準がよくわかる冠婚葬祭の常識百科 いざというときのマナーとしきたり』大泉書店, 1984
- 『女・愛のたたかい 幸せに生きるために』日新報道 1985
- 『ぼんぼん時計』学芸書林, 1989

共著
- 『崩壊結婚 残された夫たち・妻たち』遠藤敦司共著 三一書房 1981